# Виртуелно подучавање
Виртуелно подучавање или виртуелна школа јесте учење првенствено на мрежи или путем интернета. Онлајн школа може да обједини многе бенефите које пружа класична школа, само што се све врши путем Интернета. Осим тога, могућа је интеракција између професора и ученика, иако није неопходна. Виртуелно подучавање омогућава ученицима дигитално окружење и завршетак образовног циклуса из било које области. 

## Историја
Средином 1996. године почињу да се појављују школе где је могуће приступити виртуелном подучавању. Многе од данашњих виртуелних школи потичу од школа на даљину. Прве виртуелне школе су се развиле у Аустралији, Новом Зеланду, Северној Америци и Уједињеном Краљевству, обично у пределима где мала густина насељености отежавала традиционално школовање. Развој информатике  коришћење компјутера у образовне сврхе.
Понекад се поистовећује са  учењем на даљину, али то су два различита термина и типови подучавања. Да би се развило виртуелно подучавање, потребно је наставно лице поседује LMS (Learning management system). Тренутно је најкоришћенија платформа Moodle због свог лаког коришћења и инсталације.
Данас, виртуелно подучавање и његове школе су присутне у свим деловима света.

## Предности и мане
Неке од могућих предности виртуелног подучавања могу бити:
- Ученик може приступити мноштву ресурса без икаквих физичких или географских ограничења путем Интернета, који му могу помоћи да прошири своје знање и стекне значајније учење.
- Ученик може да разрађује активности у складу са сопственим ритмом и стилом, што олакшава његово учење, поред тога, он има активнију улогу и директно је одговоран за свој процес учења.
- Сарадња: висок степен ангажовања и интеракције путем форума, ћаскања и других алата.

Неке од могућих мана виртуелног подучавања могу бити:
- Недостатак интеракције: многи ученици сматрају негативним недостатак личног контакта са наставницима или осталим ученицима.
- Потребна је самодисциплина, без планираног наставног плана и програма можете измаћи контроли свог распореда за друге активности.

## Модел виртуелног подучавања
Студент је тај који поставља свој темпо рада стицањем знања изложеног у садржају, радом вежби, саветовањем и решавањем питања са остатком курса, обављањем задатака и радњи које се од њега траже, а саветник (наставник) је тај који га води кроз процес учења.
Употреба технологије у образовним процесима постаје све важнија у високошколским установама. Виртуелни модалитет укључује не само технологију, већ и социјални аспект у којем се истичу три главне променљиве: време, интеракција и комуникација.